# Callitris muelleri
Callitris muelleri — вид хвойних рослин родини кипарисових.

## Поширення, екологія
Країни проживання: Австралія (Новий Південний Уельс). Це невелике дерево або кущ зазвичай зустрічається в скелястих місцях, особливо на піщаних укосах на бідних ґрунтах.

## Морфологія

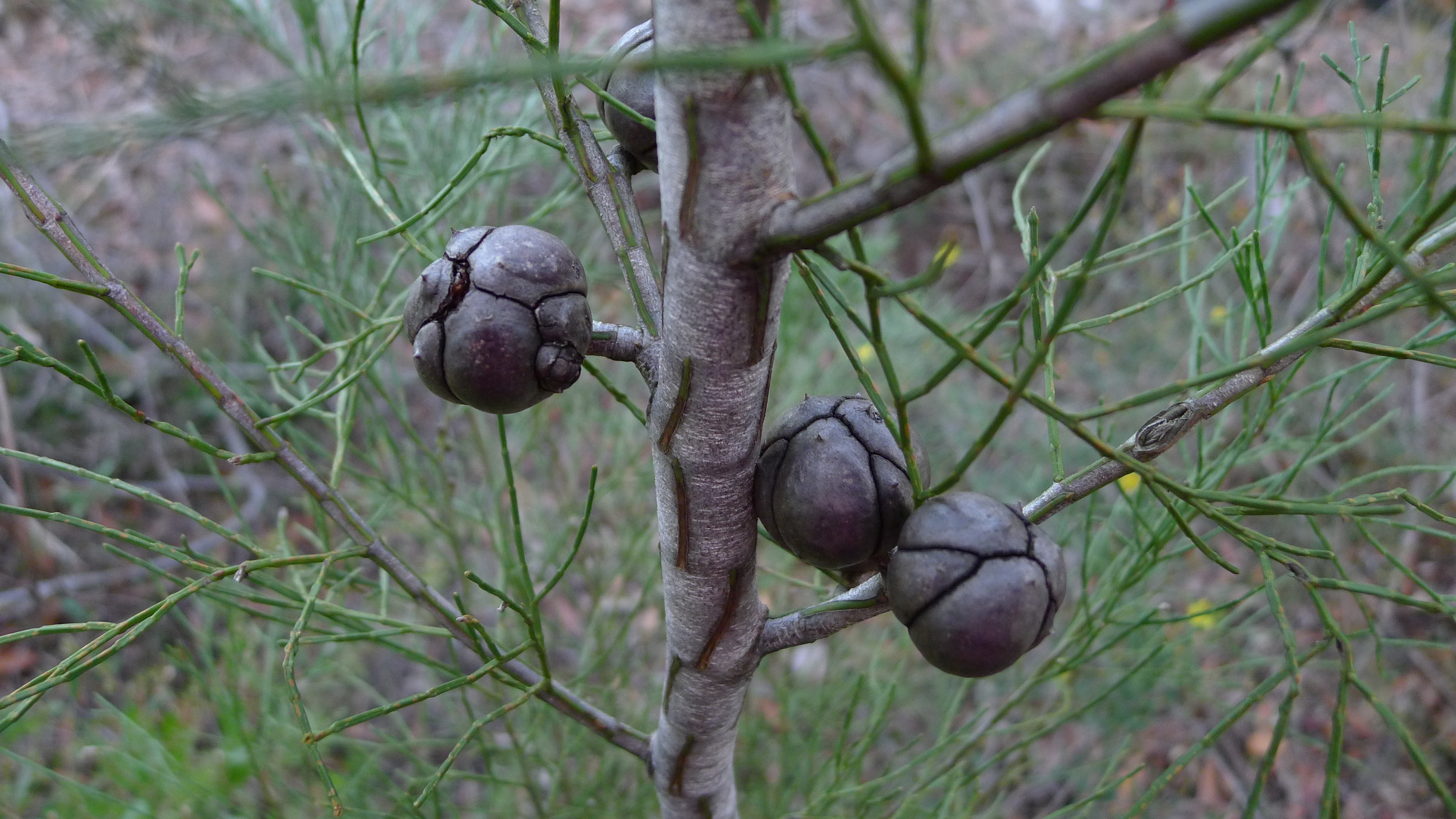
Жіночі шишки

Невелике дерево або кущ із прямовисними гілками. Іноді може досягати висоти 6 метрів. Зрілі листки від зеленого до синьо-зеленого кольору, 5–10 мм, молоднякові — більші, іноді залишаючись на шишкових гілках. Шишки поодинокі або кілька разом на плодоніжках, залишаючись на гілках після дозрівання, як правило, пласкувато-кулясті, 20–30 мм в діаметрі. Темно-коричневе насіння ≈ 2–4 мм і має два або три крила.

## Використання
Використання не відоме.

## Загрози та охорона
Пожежі, які виникають занадто часто в кінцевому підсумку усувають цей вид. Було деяке зниження чисельності виду в результаті розвитку міст. Цей вид відомий з ряду ПОТ у всьому ареалі.